# Нощ на Гай Фокс
Нощта на Гай Фокс, познат още като Денят на Гай Фокс, е годишно празнуване на 5 ноември най-вече във Великобритания. Историята му започва със събитията на 5 ноември 1605, когато Гай Фокс, член на Заговора срещу английското правителство, е арестуван докато пази експлозивите, които са били поставени от заговорниците под Камарата на лордовете. Хората палели големи огньове на открито в Лондон в чест на крал Джеймс I, който е оцелял след опита за покушението му.
В рамките на няколко десетилетия Gunpowder Treason Day, както се е наричало тогава, станало доминиращо държавно празненство. Носило е силни религиозни оттенъци, но също така се превърнало и във фокус за антикатолическото движение. Градове като Луис и Гилфорд са били сцени на разрастващата се конфронтация. Насърчавани от традициите, тези градове все още честват този празник, но мирно.